# Jayne Heitmeyer
Jayne Heitmeyer, född 30 oktober 1960 i Montréal i Québec i Kanada, är en kanadensisk skådespelerska.

## Filmografi (i urval)
- 1996 – Suspicious Minds[1]
- 2005 – Voodoo Moon
- 2012 – Upside Down[2]